# Ульянов Олександр Ілліч
Олександр Ілліч Улья́нов (рос. Александр Ильич Ульянов; 31 березня (12 квітня) 1866 Нижній Новгород, Російська імперія — 8 травня (20 травня) 1887 Шліссельбург, Санкт-Петербурзька губернія, Російська імперія) російський революціонер-народоволець, один з організаторів і керівників терористичної фракції «Народної волі», старший брат Володимира Ілліча Ульянова (Леніна).
Заарештований при підготовці замаху на російського імператора Олександра III; за вироком особливої присутності Урядового Сенату був страчений через повішення.

## Біографія

### Освіта та студентські роки

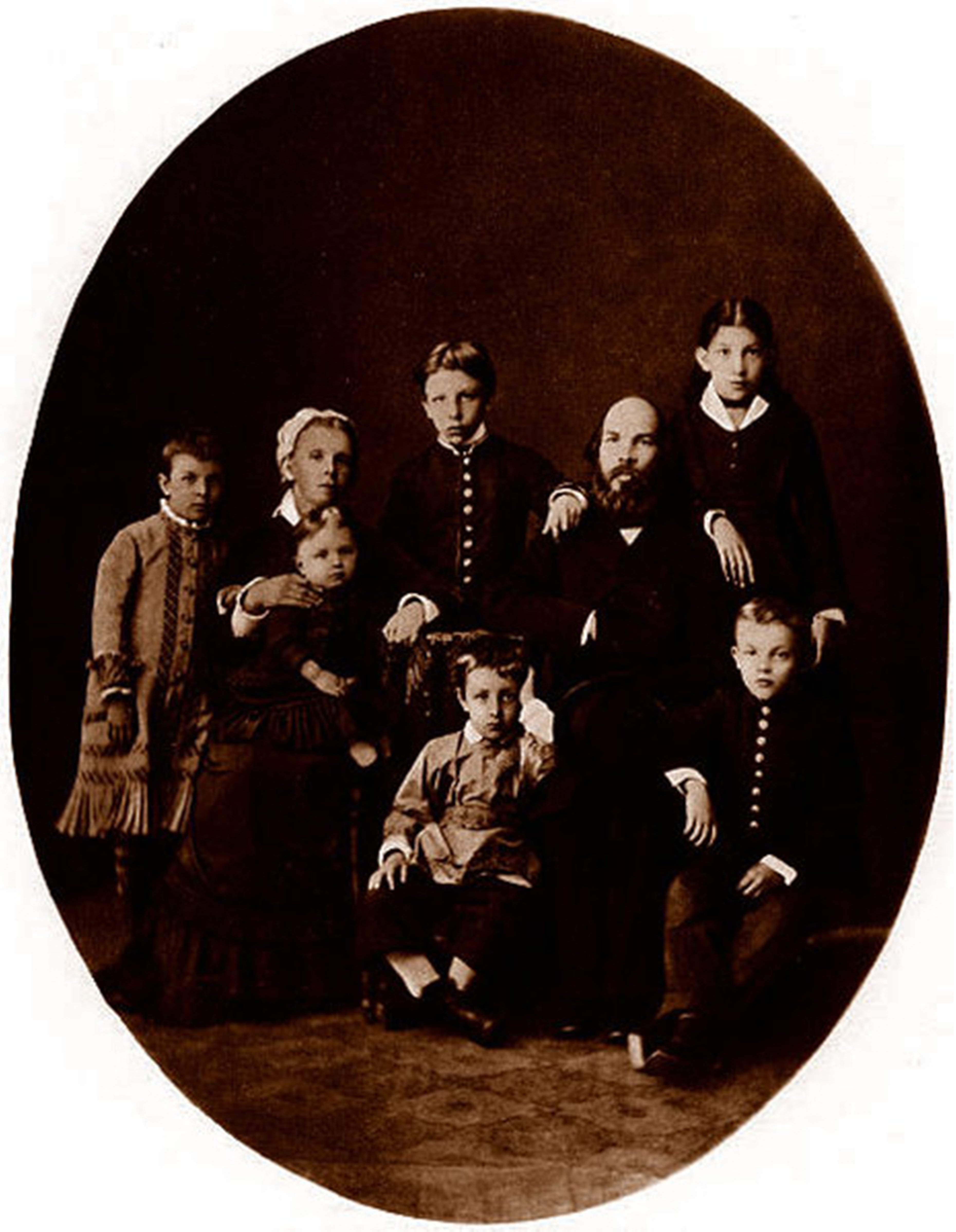
Сімья Ульянових (фото 1879 року).
Стоять (зліва направо): Ольга, Олександр, Ганна.
Сидять (зліва направо): Марія Олександрівна c дочкою Марією на руках, Дмитро, Ілля Миколайович, Володимир.

Народився Олександр 31 березня (12 квітня) 1866 року в Нижньому Новгороді, Російська імперія. У сім'ї відомого педагога, згодом директора народних училищ Симбірської губернії, дійсного статського радника Іллі Миколайовича Ульянова та Ульянової Марії Олександрівни, що була родом з інтелігентної родини і знала кілька іноземних мов. Саме вона навчала своїх дітей грамоті. Всього в Марії Олександрівни було 8 дітей, двоє з них померли ще в дитячому віці.
Саша досить рано навчився читати, а саме в 4-річному віці. Коли йому виповнилося вісім, його домашнє навчання було закінчено, і він вступив в Симбірську гімназію.
У 1874-1883 роках навчався в Симбірській класичній гімназії. У старших класах виявляв схильність до природничих наук, особливо до хімії, «яку вивчав по Менделєєву, обзавівшись невеликою домашньою лабораторією». Закінчив гімназію із золотою медаллю.
У 1883 році вступив на природне відділення фізико-математичного факультету Санкт-Петербурзького університету, де проявив великі здібності до наукової роботи.
Треба сказати, що Олександр Ульянов був вихований на класичній російській літературі. Він любив читати твори Пушкіна, Достоєвського, Толстого, Некрасова.
У 1886 році, на третьому курсі, отримав Золоту медаль за наукову роботу з зоології безхребетних за матеріалами, зібраними ним самостійно влітку 1885 року, на тему: «Про органи сегментарних і статевих прісноводних Annulata».

### Наукові товариства
Брав участь у діяльності організованого студентами фізико-математичного факультету біологічного гуртка, навколо нього сформувалося ядро гуртка, засідання проходили в його квартирі на Петербурзькій стороні.
У 1886 році вступив в Студентське науково-літературне товариство професора російської літератури О. Ф. Міллера і був одноголосно обраний його головним секретарем. Також був членом існував при університеті економічного гуртка під керівництвом А. В. Гізетті.

## Революційна діяльність
Брав участь у студентських нелегальних зборах, демонстраціях, вів пропаганду в робочому гуртку.
У грудні 1886 року разом з П. Я. Шевирєвим організував «Терористичну фракцію» партії «Народна воля», яка об'єднала головним чином студентів Петербурзького університету. Фракція була організаційно незалежна від інших народовольчих груп, підтримуючи з ними контакти. Члени фракції відчували, з одного боку, вплив робіт Карла Маркса, Фрідріха Енгельса, Георгія Плеханова і, з іншого, програмних документів власне «Народної волі». У лютому 1887 Ульяновим була складена програма «Терористичної фракції». На гроші, виручені від продажу його золотої медалі, була придбана вибухівка для бомби.
1 березня 1887 року «Терористична фракція» планувала здійснити замах на Олександра III, але замаху було попереджено, а організатори та учасники в кількості 15 осіб заарештовані.
Разом з іншими організаторами замаху Олександр Ульянов був заточений у політичну в'язницю Петропавлівської фортеці, в якій перебував аж до переведення в Шліссельбурзьку фортецю, де згодом був страчений.

## Суд і страта

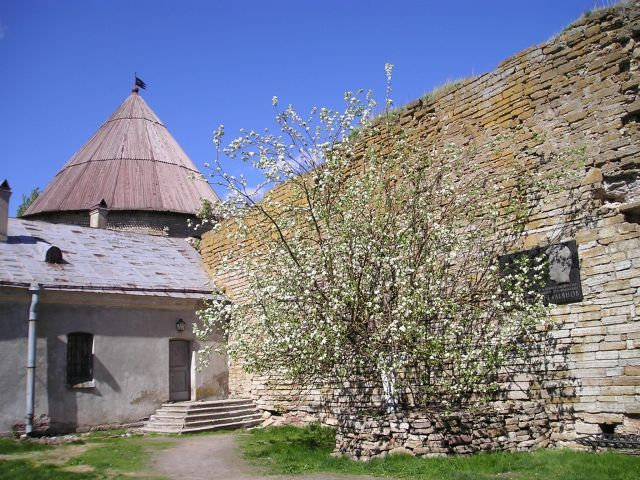
Меморіальна дошка на місці страти О. Ульянова

15-19 квітня 1887 року відбувся суд, на якому Ульянов, Шевирев, Андреюшкін, Генералов і Осипанов були засуджені до смертної кари, а решта — в тому числі Броніслав Пілсудський (старший брат Юзефа Пілсудського), який у Вільно підготував для Олександра Ульянова вибухівку для замаху на царя — до різних термінів каторги і подальшого заслання.
Мати Олександра, Марія Олександрівна, написала прохання Олександру III про помилування і отримала дозвіл на побачення з сином.

Самому Олександру Ульянову було запропоновано попросити імператора про помилування. За словами прокурора Л. М. Князєва, який був присутній при останньому побаченні матері з сином, Олександр на цьому побаченні цю пропозицію відкинув, сказавши наступне:

«Уяви собі, мамо, двоє стоять один проти одного на поєдинку. Один вже вистрілив у свого супротивника, інший ще ні, і той, хто вже вистрілив, звертається до супротивника з проханням не користуватися зброєю. Ні, я не можу так вчинити»

Проте, за наполяганням родичів, прохання про помилування було подано:
Я цілком усвідомлюю, що характер і властивості вчиненого мною діяння і моє ставлення до нього не дають мені ні права, ні моральної підстави звертатися до Вашої Величності з проханням про поблажливість у видах полегшення моєї долі. Але у мене є мати, здоров'я якої сильно похитнулося в останні дні і виконання наді мною смертного вироку піддасть її життя найсерйознішої небезпеки. В ім'я моєї матері і малолітніх братів і сестер, які, не маючи батька, знаходять в ній свою єдину опору, я наважуюся просити вашу Величність про заміну мені смертної кари яким-небудь іншим покаранням.

Це поблажливість поверне сили і здоров'я моєї матері і поверне її родині, для якої її життя так Дорогоцінна, а мене позбавить від болісної свідомості, що я буду причиною смерті моєї матері і нещастя всієї моєї сім'ї.

Олександр Ульянов.
8 (20) травня 1887 Олександр Ульянов і його товариші були повішені в Шліссельбурзькій фортеці. Похований Олександр Ульянов в братській могилі за стіною фортеці Орєшек, на березі Ладозького озера (Ленінградська область).

## Громадська думка
За спогадами близьких Володимира Ульянова, арешт Олександра Ульянова більшою мірою злякав провінційну громадськість, чим викликав співчуття:
Потім, коли ми близько познайомилися, Володимир Ілліч розповів мені одного разу, як поставилося «суспільство» до арешту його старшого брата. Всі знайомі відсахнулися від сім'ї Ульянових, перестав бувати навіть дідок-учитель, який приходив раніше постійно грати вечорами в шахи. Тоді ще не було залізниці з Симбірська, матері Володимира Ілліча треба було їхати на конях до Сизрані, щоб дістатися до Пітера, де сидів син. Володимира Ілліча послали Шукати попутника-ніхто не захотів їхати з матір'ю заарештованого. Ця загальна «боягузтво» справила, за словами Володимира Ілліча, на нього тоді дуже сильне враження.— спогади про В.І. Леніна" Н.К. Крупська, «Державне видавництво політичної літератури», Москва, 1956

## Адреси в Санкт-Петербурзі
- 1883-01.03.1887 року-головна будівля Санкт-Петербурзького Імператорського університету-Університетська Набережна, 7;
- 01.03.1887 року-прибутковий будинок м.в. Цез — Середній проспект, д. 8, кв. 40.

## Пам'ять
- Вулиця Олександра Ульянова (Санкт-Петербург).
- Вулиці в Твері, Донецьку, Макіївці.
- На честь А. Ульянова названа мала планета (2112) Ульянов, відкрита 17 липня 1972 року радянським астрономом Тамарою Смирновою в Кримській астрофізичній обсерваторії[6].
- У 1964 році вийшов радянський фільм «страчені на світанку» режисера Євгена Андріканіса; в ролі Олександра Ульянова — Вадим Ганшин.
- У 1965 році в Радянському Союзі був знятий фільм «Серце матері» (режисер — Марк Донський), в якому, зокрема, розповідається про страту Олександра Ульянова, і про те, як цю подію пережила Марія Олександрівна Ульянова.
- 20 червня 1970 року зі стапелів судноверфі в м Ростоку НДР був спущений на воду теплохід «Олександр Ульянов».